# Wilhelm von Marsano
Wilhelm von Marsano (* 30. August 1797 in Prag; † 14. April 1871 in Görz) war ein österreichischer Feldmarschallleutnant und Schriftsteller.

## Leben
Wilhelm Marsano entstammte einer ursprünglich genuesischen Familie, von der sich ein Zweig in Prag niedergelassen hatte. Der junge Marsano unterbrach, von der Bewegung der Freiheitskriege mitgerissen, sein Philosophiestudium an der Prager Universität und trat 1813 als Fähnrich in das k.k. Linien-Infanterieregiment Nr. 11 ein. Er nahm bis 1815 mit seinem Regiment am Feldzug gegen Frankreich teil. In den folgenden Friedensjahren setzte er seine Offizierslaufbahn in den k.k. Infanterieregimentern Nr. 21, 1 und 12 fort. 1821 war er an der Expedition gegen Neapel beteiligt. 1831 wurde er Hauptmann.
Marsano hatte schon seit 1817 literarische Arbeiten veröffentlicht und setzte in seiner Friedensgarnison in Prag seine schriftstellerische Tätigkeit fort. Seine Vorgesetzten sahen das nicht immer ganz positiv, wie etwa aus folgender Bemerkung des Feldmarschallleutnant Kinsky 1843 in seiner Qualifikation hervorgeht: „Dieser Major gehört mehr im Salon der gebildeten Wellt, wie zum 3t Bataillon als Werbbezirks-Kommandant … “. Auch hatte er im Vormärz des Öfteren Schwierigkeiten mit der Zensur.
Der „Prager Alkibiades“, wie der gutaussehende und gesellschaftlich gewandte Offizier genannt wurde, absolvierte eine militärische Karriere. Im Revolutionsjahr 1848 tat er sich als Oberstleutnant in Oberitalien hervor, besonders im März bei der Erstürmung der Porta Tenaglia in Mailand. Zum Oberst befördert, kämpfte er 1849 als Kommandant des Infanterieregiments Nr. 12 in Ungarn und bewährte sich vor allem bei der Behauptung des Brückenkopfes von Titel (20. Juli – 18. August). Im Jahr 1853 wurde er zum Generalmajor befördert und erhielt das Kommando über eine Brigade des III. Armeekorps in der Lombardei. Mit dieser wurde er zur Bekämpfung von Mazzinis Aufstand eingesetzt. Im Jahre 1855 wurden seine Leistungen durch die Erhebung in den Adelsstand gewürdigt. Nach der Beförderung zum Feldmarschallleutnant beendete er 1858 nach 45-jähriger Dienstzeit seine Laufbahn.
Schriftstellerisch konnte er sich als Dramatiker und Erzähler der Spätromantik einen Namen erwerben. Vor allem die Dramen Aurelio (1824) und Der Spessart (1825) sowie seine Romantischen Dichtungen (1825) und Die unheimlichen Gäste und andere Novellen (1832) waren erfolgreich. Sein einaktiges Lustspiel Die Helden (1829) wurde am Wiener Burgtheater aufgeführt.
Verheiratet war er seit 1834 mit der Marchesa  Zambeccari, einer gefeierten Schönheit aus alter Bologneser Familie.
In Wien erinnert seit 1895 die Marsanogasse im 18. Bezirk Währing an ihn.